# Lju Hong (atletinja)
Lju Hong (poenostavljeno kitajsko: 刘虹; tradicionalno kitajsko: 劉虹; pinjin: Líu Hóng), kitajska atletinja, * 12. maj 1987, Anfu, Ljudska republika Kitajska.
Nastopila je na poletnih olimpijskih igrah v letih 2008, 2012 in 2016, ko je osvojila naslov olimpijske prvakinje v hitri hoji na 20 km, leta 2012 je bila bronasta. Na svetovnih prvenstvih je osvojila dva naslova prvakinje ter srebrno in bronasto medaljo. 6. junija 2015 je postavila svetovni rekord v hitri hoji na 20 km s časom 1:24:38, ki je veljal tri leta.